# Deskle
Deskle – wieś w Słowenii, w gminie Kanal ob Soči. W 2018 roku liczyła 1160 mieszkańców.